# Кхаргон (округ)
Кхаргон (хинди खरगोन ज़िला; англ. Khargone), прежнее название — Западный Нимар (хинди पश्चिम निमाड़ ज़िला; англ. West Nimar) — округ в индийском штате Мадхья-Прадеш. Образован в 1948 году. Административный центр — город Кхаргон. Площадь округа — 8030 км². По данным всеиндийской переписи 2001 года население округа составляло 1 529 562 человека. Уровень грамотности взрослого населения составлял 63 %, что немного выше среднеиндийского уровня (59,5 %). Доля городского населения составляла 15,4 %. В 1998 году из части территории округа Кхаргон был образован новый округ Барвани.